# Espresso Macchiato
«Espresso Macchiato» (укр. Еспресо мак'ято) — пісня естонського співака Томмі Кеша, з якою він представляв Естонію на Пісенному конкурсі Євробачення 2025 в Базелі, Швейцарія після перемоги на Eesti Laul 2025.

## Про пісню
«Espresso Macchiato» написали Томас Таммеметс (Томмі Кеш) і Йоганнес Науккарінен, який також є співавтором пісні «Cha Cha Cha» фінського репера Käärijä, що представляла Фінляндію на Євробаченні 2023. В інтерв'ю естонському журналу Kroonika Томмі Кеш заявив, що ідея пісні народилася «природно», без наміру писати її спеціально для участі в Євробаченні.
Зміст «Espresso Macchiato» присвячений висміюванню італійських стереотипів. Основними жанрами пісні є танцювальний поп, що характеризується типовим реп-флоуном та елементами електросвінгу. Текст місить макаронічну суміш ламаної англійської та спангліш, а також діалект брокколіно американської італійської мови.

## Кліп
Одразу разом із піснею на YouTube-каналі Томмі Кеша вийшло супровідне відео, яке зображує співака, що сидить перед столом, готує та потягує каву мак'ято, що і є назвою пісні. Мінімалістична обстановка та повторювані жести нагадують кадр із документального фільму датського кінорежисера Йоргена Лета «66 сцен з Америки» (1982), де американський художник Енді Воргол їсть гамбургер.
У лютому 2025 року в Барселоні відбулися зйомки офіційного кліпу, який вийшов 16 березня на YouTube-каналі Євробачення. У першій частині кліпі репер танцює з одним зі своїх колег. Пізніше двох Кешів буквально засмоктуює в паперовий стаканчик і вони «зливаються» в одну особу. У другій частині співак танцює з кількома хореографами й ближче до кінця відео злітає в небо з повітряними кульками.

## Сприйняття й полеміка
«Espresso Macchiato» містить рядки про спагеті, мафіозних діячів та інші стереотипи, пов'язані з італійською культурою, що зробило пісню предметом помітних суперечок в італійській пресі. Після перемоги Кеша на Eesti Laul, італійський мовник RAI скаржився на пісню, а італійська асоціація споживачів Codacons звернулась до Європейської мовної спілки з проханням дискваліфікувати «Espresso Macchiato» з конкурсу через її «образливий» вміст щодо стереотипів, спрямованих на Італію та італійців та повідомила організацію про «очевидне» порушення правил заходу, які забороняють участь дискримінаційних пісень або таких, що ображають інших людей. Політичні діячі Ліги Півночі, зокрема віцепрезидент Сенату Республіки Джан Марко Чентінайо, також закликали дискваліфікувати пісню, стверджуючи, що «той, хто ображає Італію, повинен залишитися подалі від Євробачення».
У статті, написаній для LaC News24, Лука Арнау визначив «Espresso Macchiato» як «не пісню», а скоріше «Досвід. Експеримент. Оду італійській карикатурі, приправлені текстом, який, здається, вийшов із перекладача Google».

## Пісенний конкурс Євробачення 2025

### Eesti Laul2025
Eesti Laul 2025 став 17-м виданням національного естонського відбору Eesti Laul, організованого ERR для відбору представника на Пісенному конкурсі Євробачення 2025. Відбір складався з фіналу, у якому змагалися 16 пісень, та який відбувся 15 лютого 2025 року на Унібет-Арені в Таллінні. Переможець був обраний у двох турах голосування. У першому раунді, де враховувалися журі (50 %) і громадське голосування (50 %), визначили три найкращі роботи для проходження до суперфіналу, під час якого переможець обирався повністю голосуванням глядачів.
6 листопада 2024 року Томаса Таммеметса (Томмі Кеша) оголосили одним із учасників Eesti Laul 2025 з піснею «Espresso Macchiato». Пісня виграла конкурс, що співаку дало право представляти Естонію на Євробаченні 2025.

### На Євробаченні
28 січня 2025 року відбулося жеребкування, яке визначило, у якому з півфіналів Євробачення змагатиметься кожна країна. За результатами жеребкування Естонія потрапила до першої половини першого півфіналу, який відбувся 13 травня 2025 року в Базелі, Швейцарія. 
У півфіналі Томмі Кеш виконав пісню «Espresso Macchiato» під четвертим порядковим номером. Співаку вдалося кваліфікуватися до фіналу конкурсу, що пройде 17 травня.